# Kara Monaco

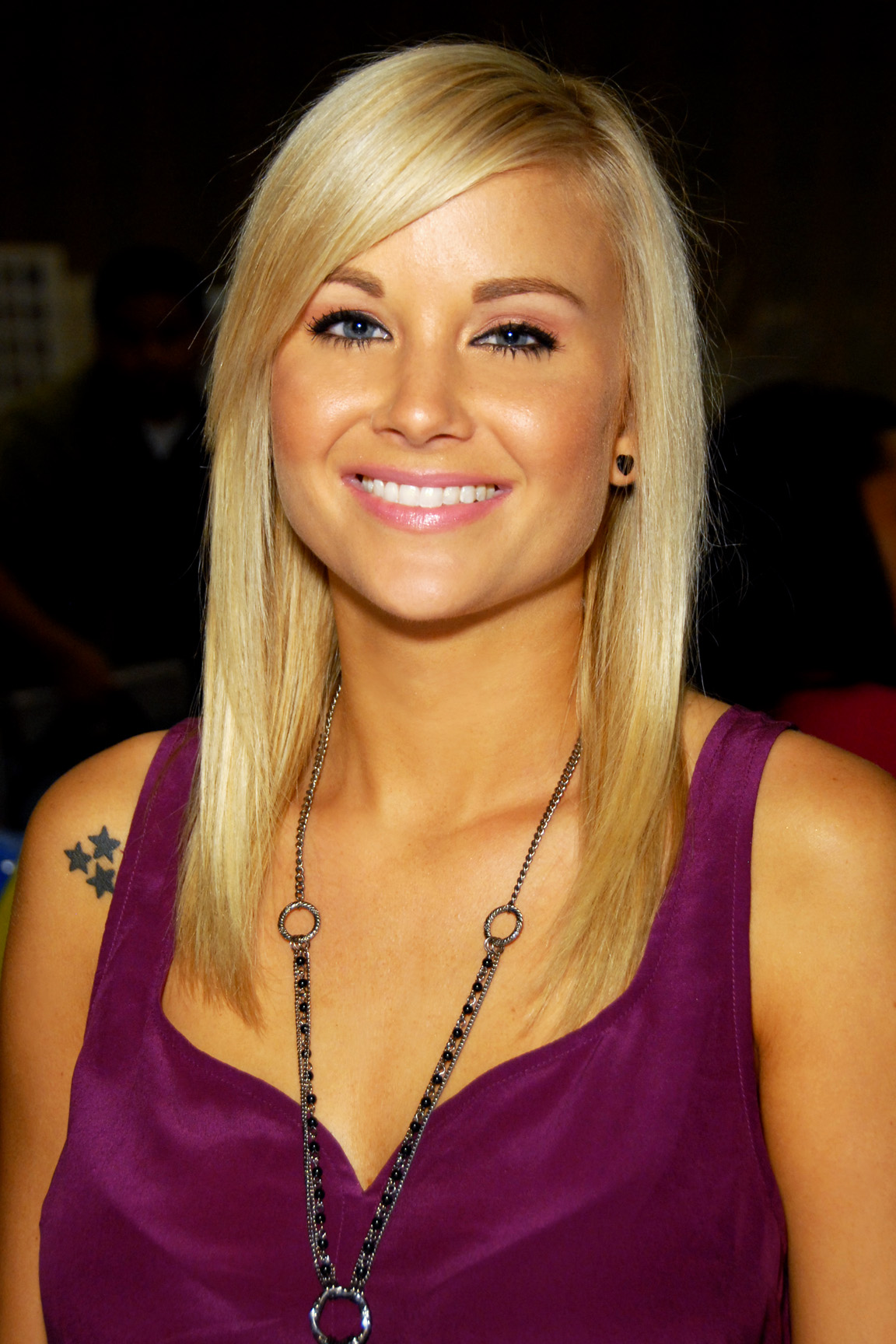
Kara Monaco (2010)

Kara Monaco (* 26. Februar 1983 in Lakeland, Florida) ist ein US-amerikanisches Model, Schauspielerin und Playmate.

## Karriere

### Model-Karriere

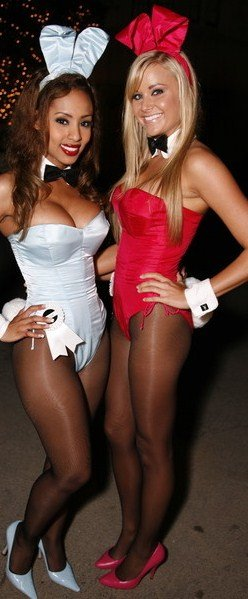
Kara Monaco und Ida Ljungqvist bei einem Event in der Playboy Mansion

Zu Beginn ihrer Modelkarriere war Monaco Bademoden- und Dessousmodel und war unter anderem in der FHM zu sehen. Nebenbei arbeitete sie in Disney World, wo sie Cinderella und Schneewittchen darstellte. Erste Kontakte zum Playboy stellte sie im Jahr 2004 her, als sie zu einer der Playboy's Sexiest Bartenders (deutsch „Barkeeperinnen“) gewählt wurde. Im August des gleichen Jahres erschien sie auf dem Titelblatt der „Playboy Special Edition Girls of Summer“. In der Juni-Ausgabe 2005 des amerikanischen Playboys war Monaco das Playmate des Monats, 2006 wurde sie zum Playmate des Jahres gewählt. Unter anderem neben Jayde Nicole und Sara Jean Underwood war sie im „Guitar Buyer's Guide 2011“ der Musikzeitschrift Guitar World zu sehen.

### TV-Karriere
Monaco hatte mehrere Gastauftritte als sie selbst in verschiedenen Fernsehserien. So war sie beispielsweise in fünf Episoden der Doku-Soap The Girls of the Playboy Mansion zu sehen, außerdem erschien sie in Episode 1x7 der Familien-Reality-Soap Keeping Up with the Kardashians und Episode 4x19 der Krimiserie CSI: Miami. Im Musikvideo von Willie Wiselys Stayin' Home Again trat Monaco ebenfalls auf. Im Jahr 2006 veröffentlichte Playboy unter dem Namen Kara Monaco – Playmate of the Year 2006 ein knapp 80-minütiges Video von Kara Monaco auf DVD, das insbesondere die Produktion diverser Fotostrecken zeigt. 2012 war sie Hausgast in der 14. Staffel in der amerikanischen Ausgabe von Big Brother.
Monaco ist auch als Schauspielerin tätig und spielte beispielsweise die Rolle der Miss America in Jimmy Kimmel Live!.

## Persönliches
Monaco ist verheiratet und Mutter einer Tochter.

## Filmografie (Auswahl)
Als Schauspielerin
- 2006: Sideliners (Fernsehfilm)
- 2007: Jimmy Kimmel Live! (Late-Night-Show, 1 Episode)
- 2007: Envy (Sportvideo)
- 2007: Passions (Fernsehserie, 2 Episoden)
- 2012: The Carlton Dance

Als sie selbst
- 2004: Playboy: America's Sexiest Bartenders (Dokumentation)
- 2006: Playboy Video Centerfold: Playmate of the Year Kara Monaco (Dokumentation)
- 2006: CSI: Miami (Fernsehserie, 1 Episode)
- 2006: Identity (Spiel-Show, 1 Episode)
- 2006–2008: The Girls of the Playboy Mansion (Doku-Soap, 5 Episoden)
- 2007: Up Close with Carrie Keagan (Talk-Show, 3 Episoden)
- 2007: Keeping Up with the Kardashians (Realitiy-Soap, 1 Episode)
- 2008: Mind of a Model (Fernsehserie, 3 Episoden)
- 2012: Big Brother (Fernsehshow, 2 Episoden)